# Греймут
Гре́ймут (англ. Greymouth, маори Māwhera) — город в районе Уэст-Кост, Новая Зеландия. Расположен на западном побережье Южного острова. Греймут является центром городского округа Грей, население которого (13 650 человек вместе с Грейтмутом) составляет более 2/5 численности всех жителей западного побережья острова.

## История
До прихода белых колонистов здесь проживали племена маори, называвшие эти места Мохера, что значит «устье широкой реки». Первым европейцем, попавшим сюда, стал Томас Браннер (1846). Реку, открытую им, он назвал Грей (англ. Grey), в честь тогдашнего губернатора Новой Зеландии сэра Джорджа Грея. Браннер открыл здесь залежи каменного угля. Его имя носят сейчас некоторые географические объекты, расположенные в этом районе — озеро и городок Браннер. В 1868 году населённый пункт получил своё нынешнее название (от grey и mouth — устье реки Грей).
С 1853 по 1876 гг. Греймут являлся частью провинции Кентербери. В XIX веке здесь активно разрабатывались месторождения угля и золота.
10 марта 2005 года сильный смерч нанёс городу значительный ущерб, пострадали несколько жителей.
В конце ноября 2010 года в результате серии взрывов метана на угольной шахте Pike River Mine к востоку от города погибли 29 горняков.

## География и климат
Город расположен в устье реки Грей на узкой равнине между западными склонами Южных Альп и Тихим океаном. Гора Кука, высшая точка страны, находится к югу от Греймута и хорошо видна в ясную погоду.
Как и вся Новая Зеландия, город находится в зоне морского климата. В отличие от остальных городов Южного острова, Греймут не прикрыт Южными Альпами от сильнейших ветров «ревущих сороковых», поэтому погода в нём намного более ветрена и дождлива, чем в городах восточного побережья.
| Показатель                    | Янв. | Фев. | Март | Апр. | Май  | Июнь | Июль | Авг. | Сен. | Окт. | Нояб. | Дек. | Год  |
| ----------------------------- | ---- | ---- | ---- | ---- | ---- | ---- | ---- | ---- | ---- | ---- | ----- | ---- | ---- |
| Абсолютный максимум, °C       | 30,0 | 30,0 | 27,0 | 25,0 | 26,0 | 24,0 | 29,0 | 28,0 | 26,0 | 24,0 | 27,0  | 29,0 | 30,0 |
| Средний суточный максимум, °C | 20,1 | 20,5 | 19,5 | 17,3 | 14,6 | 12,6 | 12,1 | 12,9 | 14,3 | 15,6 | 17,1  | 18,7 | 16,3 |
| Средняя температура, °C       | 16,3 | 16,5 | 15,4 | 13,1 | 10,4 | 8,3  | 7,6  | 8,6  | 10,2 | 11,7 | 13,3  | 14,9 | 12,2 |
| Средний суточный минимум, °C  | 12,5 | 12,6 | 11,4 | 8,9  | 6,2  | 4,0  | 3,2  | 4,3  | 6,2  | 7,9  | 9,5   | 11,2 | 8,1  |
| Абсолютный минимум, °C        | 0,0  | −5   | −2   | −1   | −2   | −3   | −4   | −3   | −2   | −1   | −4    | 0,0  | −5   |
| Норма осадков, мм             | 200  | 149  | 193  | 222  | 227  | 205  | 203  | 190  | 218  | 235  | 227   | 210  | 2479 |
| Источник: Climate-Data.org    |      |      |      |      |      |      |      |      |      |      |       |      |      |

## Экономика и транспорт
Основу экономики современного Греймута составляют добыча полезных ископаемых, рыболовство, пивоварение и экотуризм. Большие надежды на рост экономики местные жители связывают с планируемой разработкой угольных месторождений к югу от города.
В Грейтмуте пересекаются государственные шоссе № 6 (Бленем — Инверкаргилл) и № 7 (Греймут — Ваипара). Железная дорога связывает Грейтмут с Крайстчерчем (по ней ходит известный туристический поезд TranzAlpine, перевозящий более 200 тыс. туристов в год). В городе есть морской порт. Также есть небольшой муниципальный аэропорт (IATA: GMN, ICAO: NZGM).